# 葉在藻
葉在藻（1875年—1901年），字乃彬，号肖文，福建闽县人，清朝政治人物、进士出身，葉大遒之子。
光绪二十四年，登进士，同年五月，改翰林院庶吉士。